# Cylindera fallaciosa
Cylindera fallaciosa es una especie de escarabajo del género Cylindera, tribu Cicindelini, familia Carabidae. Fue descrita científicamente por W.Horn en 1897.
Se distribuye por Hong Kong. La especie se mantiene activa durante el mes de mayo.